# Sigillo LMLK

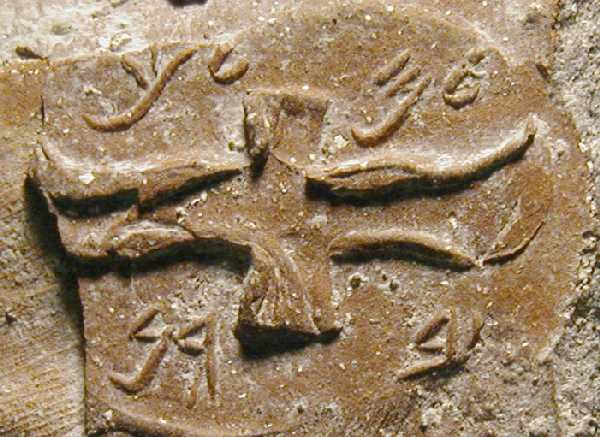
Stampo LMLK; Redondo Beach collection #22

L'espressione stampo LMLK o sigillo LMLK si riferisce agli stampi con cui venivano impressi i manici delle giare nel Regno di Giuda, e in particolare nella zona di Gerusalemme, durante il regno di Ezechia (circa 700 a.C.). Sebbene nessuno di questi stampi sia stato ritrovato intatto, sono numerosissimi (oltre 2000) i ritrovamenti di oggetti impressi con questi stampi.
Il nome LMLK deriva dalla traslitterazione delle lettere ebraiche Lamed Mem Lamed Kaf (L'Melech), che significa "di proprietà del re", o "di proprietà del governo" o "da inviarsi al re".